# Junta Nacional de Drogas
La Junta Nacional de Drogas o por sus siglas JND es un organismo de competencia nacional, dependiente de la Presidencia de la República encargado de coordinar, supervisar y evaluar la política pública sobre el consumo abusivo de drogas y la represión del narcotráfico. Fue creado el 13 de julio de 1988 durante la presidencia de Julio María Sanguinetti.
La misión es establecer las directrices de la política de drogas garantizando la ejecución de las acciones que competen a los diferentes
organismos del Estado. Su actual director es Rodrigo Ferrés.